# أغنيس بيكر بيلغرم
آغنيس إيما بيكر بيلجرم (11 أيلول 1924 - 27 تشرين الثاني 2019) مُسنة روحانية من السكان الأصليين من غرانتس باس بولاية أوريغون. وكانت الأكبر سناً في قبيلتها تاكيلما. وكانت أيضا حفيدة جاك هارني، وهو أول رئيس منتخب للقبائل الكونفدرالية في سيليتز.
أُختيرت بيلجرم كرئيسة مجلس إدارة المجلس الدولي للأحفاد الـ13 من السكان الأصليين عند تأسيسه في عام 2004. وقد تم تكريمها ك «كنز حي» من قبل قبائل سيليتز الكونفدرالية، ومرة أخرى بوصفها «أسطورة ثقافية حية» من قبل مجلس ولاية أوريغون للفنون.

## حياتها ونشأتها
وُلدت بيلجرم في 11 أيلول عام 1924 حيث ولدت على يد جدتها إليزابيث جوليانا تول هارني، والتي كانت تعمل كقابلة. وكانت عائلتها فقيرة خلال فترة الكساد الاقتصادي وتمكنت من العيش بدون وجود كهرباء.
الجدة آجي، كما كانو يسمونها لمحبتهم لها، كانت لديها حياة عملية غنية ومتنوعة والتي تتراوح مابين العمل في دائرة الصحة الهندية كمساعد طبيب ومستشار في الكحول والمخدرات وكممرضة في غرفة العمليات وحطابة ومغنية وحارسة وحلاق في السجن وسائقة سيارات السباق.
ولزواجها لثلاث مرات، بيلجرم أصبح لديها ثلاث بنات وثلاث أولاد، وأصبح لديها أيضا عشرون حفيد وواحد وثلاثون حفيداً من الدرجة الثانية وحفيداً واحداً من الدرجة الثالثة.
في عام 1982 مرضت بيلجرم بالسرطان. ادعت بيلجرم بأنها سألت الخالق للسماح لها بالعيش لأن لديها الكثير من الاصدقاء والعائلة المعتمدين عليها، ولانه ما زال لديها الكثير لتعمله في هذا العالم.
منذ ذلك الوقت كان لها تحول وانجذاب للنوع الروحي جدا من الحياة؛ على الرغم من أن بيلجرم اعترفت بانه كان لديها تردد تجاه السير في طريقها الروحي في البداية وذلك لأنها شككت في جدارتها لهذه المهمة.
تحدثت آغنيس بيكر بيلجرم عن حياتها، ودعوتها وفلسفتها في تاريخ شفهي تم جمعه في 23 يناير 2018 على ضفاف نهر روغ في غرانيتس باس، ولاية اوريغون كجزء من مشروع قصص جنوب ولاية الاوريغون في جامعة جنوب ولاية أوريغون.

## إرثها
كرّمت بيلغرم بشمول شخصها في التمثال «نحن هنا» البرونزي، الموجود في وسط مدينة آشلاند (أوريغون). وقد حضرت بنفسها حفل تدشين التمثال في 24 أيار 2013.

## وصلات خارجية
- Agnes' Official website
- International Council of 13 of Indigenous Grandmothers Official Website
- "Grandma Aggie" interviewed on Conversations from Penn State
- Official website for documentary
- Konanway Nika Tillicum (All My Relations) Youth Academy
- For The Next Seven Generations Film Trailer
- The Center for Sacred Studies
- Turtle Island Storyteller, Grandmother Agnes talks about water
- Conversations from Penn State – Interview with Grandmother Agnes
- Statement of the International Council of Thirteen Indigenous Grandmothers
- Future Primitive interview with Agnes
- Agnes Baker Pilgrim, Grandma Aggie. Stories of Southern Oregon [videotaped oral history], January 23, 2018